# Melinopterus punctatosulcatus
Melinopterus punctatosulcatus é uma espécie de insetos coleópteros polífagos pertencente à família Aphodiidae.
A autoridade científica da espécie é Sturm, tendo sido descrita no ano de 1805.
Trata-se de uma espécie presente no território português.